# Posgay György
Posgay György (Mezőkövesd, 1928. június 3. – Budapest, 2017. február 17.) gyémántdiplomás magyar mérnök. A millenniumi földalatti meghosszabbításának és rekonstrukciójának tervezője, a 2-es és 3-as metró alagútjának valamint egyes állomásainak főtervezője, az F4 bunker (Rákosi-bunker) tervezője, valamint a 4-es metró tervezésének és kivitelezésének tanácsadója volt.

## Fiatalkora
1928. június 3-án Mezőkövesden született hatodik, egyben utolsó gyermekként, majd értelmiségi családban nevelkedett. Édesapja vármegyei tiszti főorvos volt, de születésének évében elhunyt. Elemi iskoláját Mezőkövesden végezte. 1938-ban egy évvel a második világháború kezdete előtt költöztek Sopronba, ahol a Bencés Gimnáziumba íratta édesanyja. Később közelről látta Sopron első bombázását. 1946-tól 1950-ig a Budapesti Műszaki Egyetemen tanult és itt szerezte diplomáját.

## Munkássága
1950-ben megszerezte mérnöki oklevelét. Első munkahelye a Győr-Sopron-Ebenfurti Vasút, azaz a GySEV volt, nem sokkal később a vasúti pályák a MÁV-hoz kerültek, így 1951 és 1954 között a Földalatti Vasúttervező Vállalatnál, majd 1994-ig a jogutód UVATERV-nél hazai és külföldi munkákon dolgozott.
Keze munkája a szekszárdi-híd, több MÁV vonal az országban, az iraki Diyala, valamint Garmat Ali híd. Részt vett többek között Peruban a limai metró expressz vonalára kiírandó pályázat elkészítésében, Algériában egy vízelvezető alagút tervezésében, illetve Líbiában a metróhálózat tanulmánytervének elkészítésében. Itthon a budapesti 3-as metróvonal több állomásának főtervezője volt.
1994-98 között a METROBER-nél egyéb feladatai mellett részt vett a budapesti 4-es metróvonal előkészítő és pályázati anyagainak összeállításában. 1998-tól az EUROUT Kft-nél szintén a 4-es számú metróvonal projektvezetési tanácsadásában szakértőként tevékenykedett.
Számos cikket publikált, melyek közül sok a nemzetközi szaklapokban is megjelent. Munkásságát egyéb kitüntetések mellett a „Kiváló feltaláló” arany fokozatával is elismerték. A Magyar Alagútépítő Egyesület az Alagútépítésért Emlékérem elismerésben részesítette.
Emlékére 2022. március 29-én korábbi lakóhelyén, a Bartók Béla út 72. szám alatti épületen márványtáblát helyeztek el. Felirata: "E házban élt Posgay György tervezőmérnök. Valamennyi budapesti metróvonal tervezésében részt vett. Megvalósult munkái utak, alagutak, hidak vasutak hazánkban és világszerte őrzik alkotó elméjének emlékét. Állíttatta Újbuda Önkormányzata és a család."

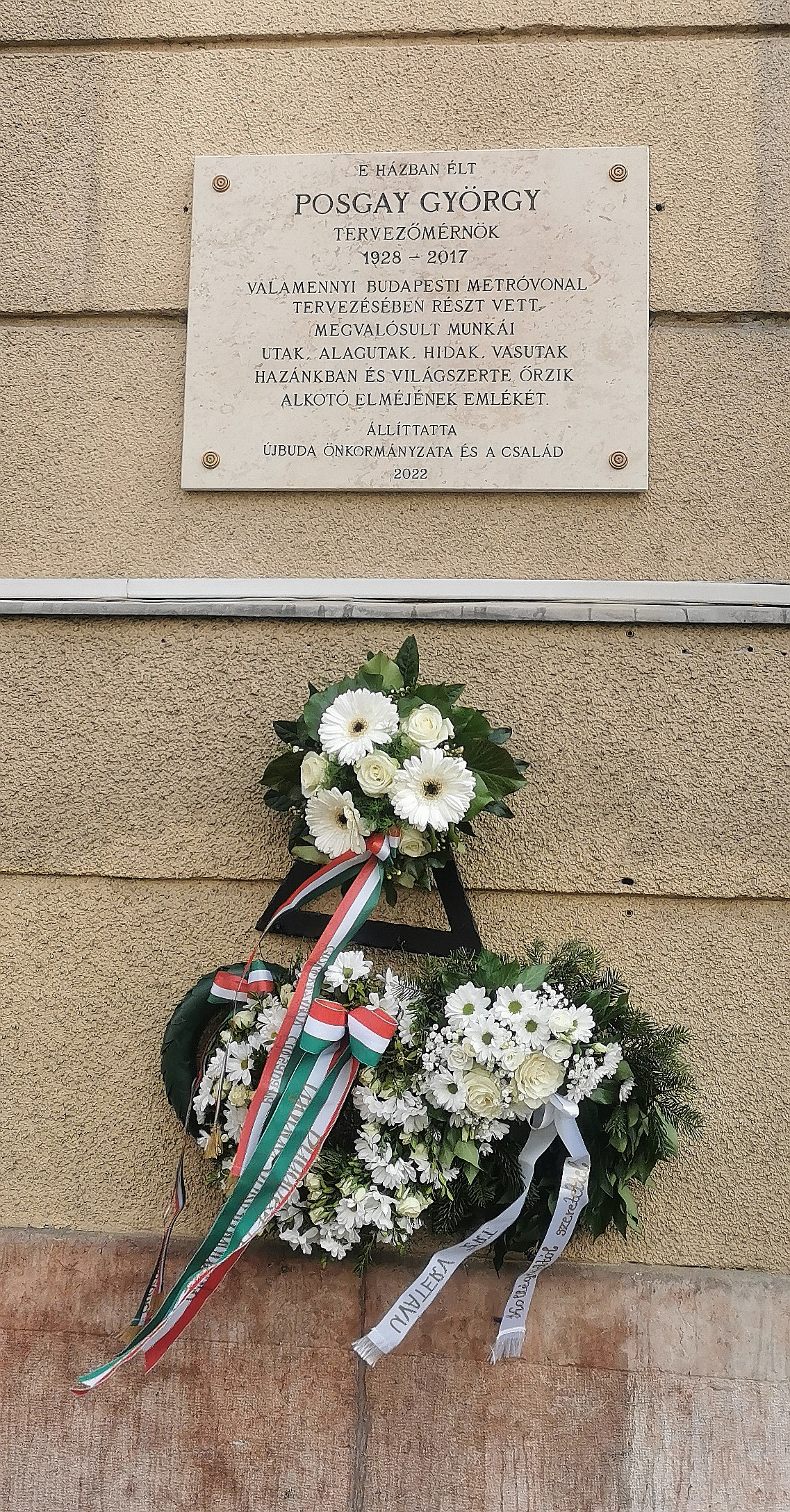
Posgay György emléktáblája a budapesti Bartók Béla út 72. szám alatti épület falán